# KRIF Hockey
Le KRIF Hockey, anciennement Kallinge-Ronneby IF, est un club de hockey sur glace de Ronneby en Suède. Il évolue en Hockeyettan, le troisième échelon suédois.

## Historique
Le club est créé en 1974.

## Palmarès
- Aucun titre.